# Sekundäre Kostenverrechnung
Die sekundäre Kostenverrechnung bedient sich in der Kosten- und Leistungsrechnung verschiedener Verrechnungsverfahren, um die Gemeinkosten von Neben- oder Hilfskostenstellen auf die direkt wertschöpfenden Hauptkostenstellen und von dort auf die Kostenträger der  Ergebnisrechnung zu verrechnen. 

## Allgemeines
Durch die sekundäre Kostenverrechnung soll der Kostenfluss entsprechend einem korrekt bewerteten innerbetrieblichen Leistungsflusses auf die Ergebnisobjekte der kunden- und produktorientierten Ergebnisrechnung abgebildet werden.
Grundsätzlich können drei verschiedene Verrechnungsverfahren unterschieden werden: 
- Innerbetriebliche Leistungsverrechnung,
- Zuschlagsverfahren oder
- Umlage.

Neben den Kostenstellen der Kostenstellenrechnung können in der Gemeinkostenrechnung auch andere Gemeinkostenobjekte wie z. B. innerbetriebliche Aufträge, Projekte oder Prozesse vertreten sein. Aus Gründen der Verständlichkeit wird jedoch im Folgenden statt Gemeinkostenobjekt der gängigere Begriff Kostenstelle verwendet, welcher aber in der Regel stellvertretend für ein beliebiges Kostenobjekt steht.

## Allgemeine Eigenschaften der sekundären Kostenverrechnung
Die unterschiedlichen Verrechnungsverfahren haben alle einige generelle Eigenschaften gemeinsam. 
1. Eine sekundäre Verrechnung hat immer eine abgebende Kostenstelle (Senderkostenstelle) und eine oder mehrere empfangende Kostenstellen
2. Pro sekundärer Verrechnung entspricht die Summe der abgegebenen Kosten der Summe der empfangenen Kosten
3. Die zu verrechnende Kostenbasis auf der Senderkostenstellen kann neben primären Kosten auch sekundäre Kostenanteile enthalten
4. Die Senderkostenstellen einer Verrechnung können als Empfängerkostenstellen einer anderen Sekundärverrechnung auftreten.
5. Aufgrund der beiden vorgenannten Fakten ist die Reihenfolge der Verrechnungsschritte wesentlich für das Ergebnis der Verrechnung
6. Wenn zyklische Verrechnungsbeziehungen auftreten, kann keine eindeutige Reihenfolge mehr gefunden werden

### Reihenfolge der Verrechnungsschritte
Wenn die Verrechnungsbeziehungen zyklusfrei sind, erfolgt die sekundäre Kostenverrechnung stufenweise (Stufenleiterverfahren oder Treppenverfahren):
beim Stufenleiterverfahren wird die erste Hilfskostenstelle mit Hilfe von Sekundärverrechnungen komplett auf die Haupt- und Hilfskostenstellen verteilt. Danach wird die nächste Hilfskostenstelle umgerechnet. Dieses Verfahren hat den Vorteil, dass es leicht anderen verständlich zu machen ist, wie die Kosten entstehen. Wichtig ist dabei jedoch eine Verrechnungslogik so zu finden, dass einmal entlastete Hilfskostenstellen nicht mehr durch nachfolgende Verrechnungsschritte belastet werden.
Beispiel
Nachdem die Hilfskostenstelle „Reinigung“ bereits verrechnet wurde, sollte sie für ihr Materiallager nicht mehr durch eine Sekundärverrechnung von Raumkosten belastet werden. Die Raumkostenstelle muss also die Raumkosten bereits vorher verrechnen.

### Simultanverfahren (Gleichungsverfahren)
Wenn zyklische Verrechnungsbeziehungen nicht vermieden werden können, muss das Simultanverfahren angewendet werden.
Beispiel
Die Hilfskostenstelle „Reinigung“ hat eigene Räume (Material-Gerätelager). Raumkosten werden von der Kostenstelle Liegenschaftsverwaltung verrechnet. Deren Büroräumlichkeiten verursachen Reinigungskosten. Die Verrechnungsbeziehungen der Kostenstellen Reinigung und Liegenschaftsverwaltung überkreuzen sich.
Bei diesem Verfahren werden die Kosten zunächst intern zwischen den Hilfskostenstellen mit einem Gleichungssystem verrechnet. Die entstandenen Summen werden danach auf die Hauptkostenstellen verteilt. Ein Vorteil ist, dass dieses Verfahren den Leistungsaustausch zwischen zyklisch voneinander abhängigen Kostenstellen exakt abbildet. Der Nachteil liegt im großen Erklärungsbedarf und darin, dass es unter Umständen für einen "sachverständigen Dritten" nicht sofort einsichtig ist, wie die Summen der internen Leistungsverrechnung zustande gekommen sind.
Das Verfahren ist in der Literatur als Simultanansatz bekannt, da in diesem im Gegensatz zum Stufenleiterverfahren alle wechselseitigen Verrechnungen berücksichtigt werden und diese in einem Gleichungssystem angesetzt werden, deren Anzahl der Gleichungen exakt der Anzahl der zu verrechnenden Kostenstellen entspricht.
Dieses Gleichungssystem kann man nach den gängigen Methoden zur Lösung von Gleichungssystemen mit n Gleichungen und n Unbekannten lösen. Alternativ zur analytischen Lösung des Gleichungssystems kann die Lösung der Verrechnungsbeziehungen durch Iteration gefunden werden, wobei ein Konvergenz- und ein Abbruchkriterium vorgegeben werden muss.